# مجمع‌الجزایر استونی غربی

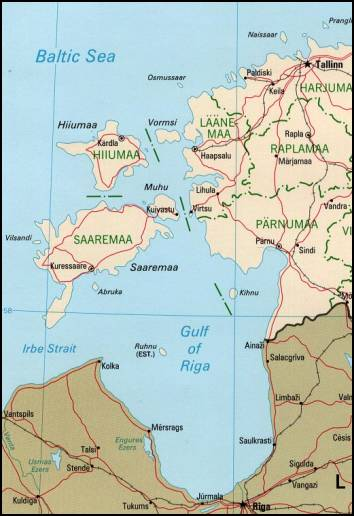
مجمع‌الجزایر استونی غربی

مجمع‌الجزایر استونی غربی (به استونیایی: Lääne-Eesti saarestik) یا مجمع‌الجزایر مونسوند در دریای بالتیک و غرب کشور استونی واقع است و مساحتی در حدود ۴۰۰۰ کیلومتر مربع دارد.

## جزیره‌ها
- سارما
- هیوما
- موهو
- وورمسی
- کاساری

و در حدود ۵۰۰ جزیره کوچک دیگر.